# Championnat de France de beach soccer
Ne doit pas être confondu avec le National Beach Soccer féminin.
Le championnat de France de beach soccer, plus connu sous le nom de National Beach Soccer, est une compétition de beach soccer regroupant les clubs français de beach soccer.
La première édition non-officielle se tient en 2009. L'organisation, sous la forme d'un challenge inter-régional, est ensuite pris en charge par la société Joël Cantona Organisation et la Ligue de football amateur, au sein de la Fédération française de football. En 2019, la FFF prend la gestion de la compétition. 
Les clubs marseillais remportent les six premières éditions avant que le Grande Motte PBS ne remporte cinq des six compétitions entre 2015 et 2019, puis 2022.

## Histoire
En 2009, le National Beach Soccer voit le jour, il se décrit comme un challenge interrégional de beach soccer organisé par la société Joël Cantona Organisation, agence exclusive de la Fédération française de football pour le développement de ce sport en France. Un an plus tard, il est soutenu conjointement par la FFF et la Ligue du Football Amateur (LFA).
Cette compétition test vise à promouvoir et développer la pratique du beach soccer sur la période mai-juin par des clubs affiliés à la FFF. Elle a pour vocation de devenir à terme un véritable Championnat de France délivrant le titre de Champion de France de Beach Soccer.
Le National Beach Soccer 2010 est le 1er challenge interrégional de Beach Soccer, organisé par la société Joël Cantona Organisation et soutenu par la Fédération française de football et la Ligue du Football Amateur. L'équipe de Marseille 12e est la première à inscrire son nom au palmarès de l'épreuve en battant les réunionnais de Saint-Pauloise FC : 7-2.
En 2011, six ligues régionales de football prennent part au championnat (Ligue de la Méditerranée, de Corse, de Bretagne, de Lorraine, de Languedoc-Roussillon et d’Atlantique). L'année suivante, l'Aquitaine et Midi-Pyrénées rejoignent la compétition.
Pour l'édition 2013 et grâce au soutien de la FFF et de la Ligue de Football Amateur, cette compétition départementale, puis régionale, se déroule maintenant sur tout le territoire français.
Depuis sa création, le National Beach Soccer ne connaît qu’un seul vainqueur, la Ligue Méditerranée. La finale 2015 qui oppose le Grande Motte Pyramides BS (Ligue Languedoc-Roussillon) au FC St-Médard en Jalles (Ligue Aquitaine), est un événement : qu’importe le vainqueur, une nouvelle ligue viendra apposer son nom à côté de celle qui a accaparé les sept premières éditions. La Grande-Motte s'impose face à Saint-Médard-en-Jalles (6-4).
Alors qu'organisé par la Ligue de football amateur (LFA) depuis dix années en tant que challenge, la FFF prend la gestion en 2019 et le National Beach Soccer devient une compétition officielle au sens du statut du football diversifié. À Saint-Jean-de-Monts, le Grande-Motte PBS remporte son quatrième titre en cinq participations.

## Organisation

### Qualification
Cette compétition, destinée aux licenciés U20 et Seniors masculins, se décline en deux phases :
- une phase qualificative de niveau régional, pouvant être poussée au niveau district
- une phase finale au niveau national

Chaque ligue régionale de football, désireuse de voir ses clubs participer à ce challenge met en place son propre tour régional, regroupant au maximum six équipes de niveau régional. Ces dernières s’affrontent sur un ou plusieurs terrains conformes aux normes édictées par la FIFA, afin de dégager un champion de ligue qui dispute le titre de champion du National Beach Soccer lors de la phase finale.

### Format
Le format initial consiste à laisser chaque Ligue régionale qualifier autant d'équipes (une ou deux) qu'elle a le droit, en fonction du nombre d'équipes engagées dans son tour local. Les huit qualifiés pour la finale s'opposent ensuite en un tournoi à élimination directe débutant en quart de finale. 
En 2014, une phase de groupe en tournoi toutes rondes remplace l'élimination directe. Ensuite les poules de quatre clubs se croisent : les deux premiers s'affrontent pour le titre, les seconds pour la troisième place et ainsi de suite.
En 2016, le passage à douze finalistes entraîne la mise en place de trois groupes de quatre. Les deux premiers de chaque poule et les deux meilleurs troisièmes sont qualifiés pour les quarts de finale, la suite se déroulant par élimination directe.
La FFF modifie à nouveau le format en 2018, avec l'augmentation du nombre d'équipes participantes, en intégrant une épreuve qualificative entre le tour régional et la finale nationale, appelée demi-finales. Chacune des Ligues organisant une phase régionale qualifie deux représentants pour ces demi-finales, répartis en groupes Ouest et Est. Dans chacun de ces groupes, les huit clubs sont répartis, par tirage au sort, en deux poules de quatre, où ils ne peuvent affronter l'autre représentant de leur Ligue, jouées en tournoi toutes rondes. Les deux premiers de chaque groupe sont qualifiés pour la finale. Lors de celle-ci, ces huit clubs sont de nouveau répartis en deux poules de quatre, ne pouvant affronter l'autre représentant de leur Ligue le cas échéant. Le premier de chaque groupe joue le titre, les autres se disputent les matchs de classement.
| Période     | Demi-finale                        | Premier tour             | Phase finale                  |
| ----------- | ---------------------------------- | ------------------------ | ----------------------------- |
| 2010 à 2013 | -                                  | -                        | élimination directe (8 clubs) |
| 2014-2015   | -                                  | deux groupes (8 clubs)   | croisement des groupes        |
| 2016-2017   | -                                  | trois groupes (12 clubs) | élimination directe (8 clubs) |
| 2018-2019   | 2 groupes géographiques (16 clubs) | deux groupes (8 clubs)   | croisement des groupes        |
| 2022        | phase régionale                    | phase de groupe          | élimination directe           |
| 2023        | nationales                         | phase de groupe          | élimination directe           |

### Lieu de la finale
| \| Canet-en-Roussillon Saint-Jean-de-Monts Châteauroux Aix-en-Provence Marseille Reims \| Localisation des villes d'accueil. |
| Canet-en-Roussillon Saint-Jean-de-Monts Châteauroux Aix-en-Provence Marseille Reims                                          |

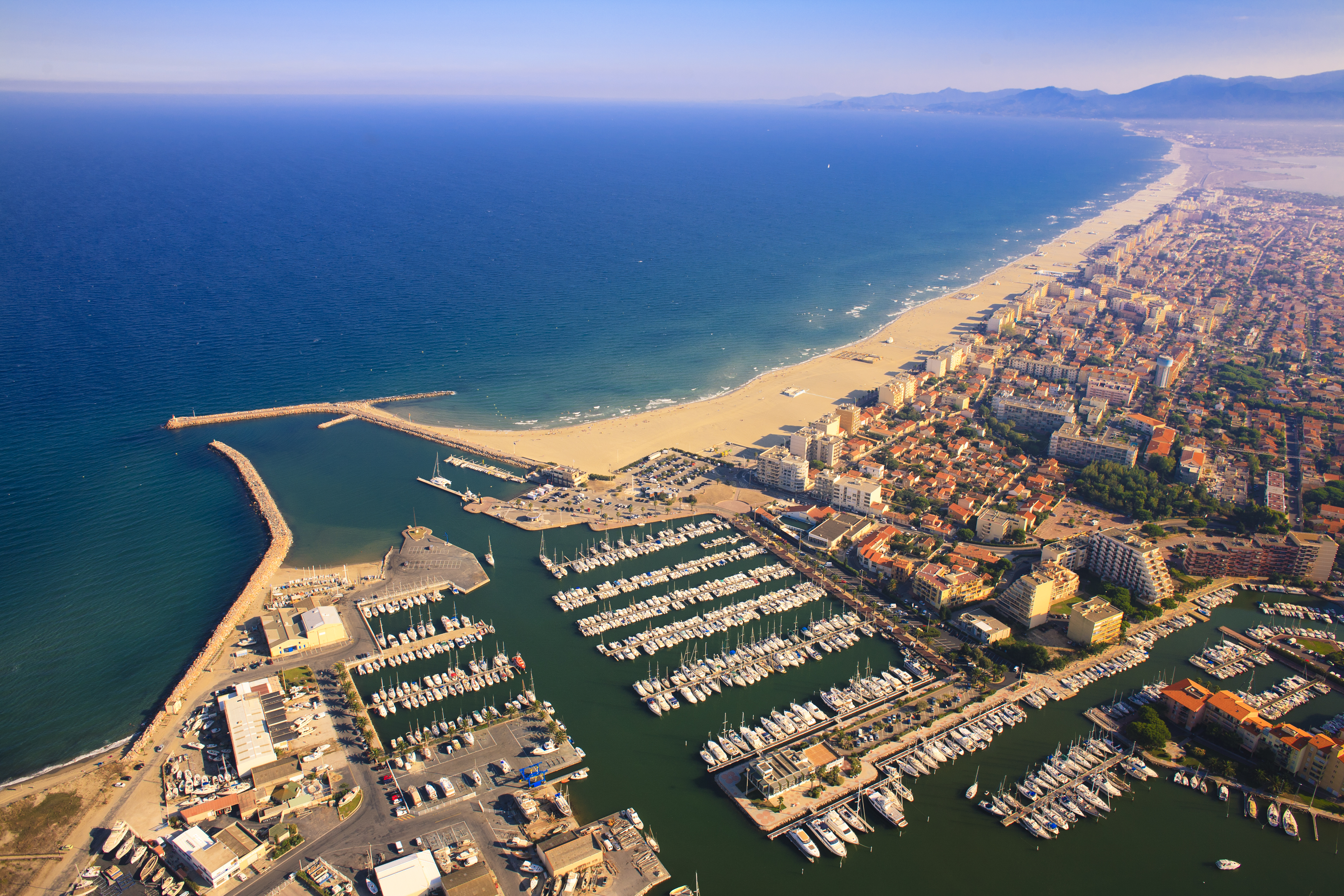
Vue aérienne de Canet-Plage où a lieu le plus de finales.

Après les deux premières éditions dans les Bouches-du-Rhône, Saint-Jean-de-Monts accueille les éditions 2012 et 2013. Les quatre tournois suivants ont ensuite lieu au Canet-en-Roussillon. En 2018, le challenge n'a, pour la première fois, pas lieu sur le littoral français, à Reims. La compétition fait alors son retour à Saint-Jean-de-Monts et y est prévue encore en 2020 avant l'annulation du championnat.  
Le Canet-en-Roussillon est la ville ayant accueilli le plus de finale avec quatre éditions. Saint-Jean-de-Monts aurait dû le rejoindre en 2020 sans l'annulation de la compétition mais reste à trois accueils.  
| Lieu des finales depuis 2010 | Lieu des finales depuis 2010  | Lieu des finales depuis 2010  | Lieu des finales depuis 2010   |
| Année                        | Ville                         | Département                   | Région                         |
| ---------------------------- | ----------------------------- | ----------------------------- | ------------------------------ |
| 2010                         | Marseille                     | Bouches-du-Rhône              | Provence-Alpes-Côte d'Azur     |
| 2011                         | Aix-en-Provence               | Bouches-du-Rhône (2)          | Provence-Alpes-Côte d'Azur (2) |
| 2012                         | Saint-Jean-de-Monts           | Vendée                        | Pays de la Loire               |
| 2013                         | Saint-Jean-de-Monts (2)       | Vendée (2)                    | Pays de la Loire (2)           |
| 2014                         | Canet-en-Roussillon           | Pyrénées-Orientales           | Occitanie                      |
| 2015                         | Canet-en-Roussillon (2)       | Pyrénées-Orientales (2)       | Occitanie (2)                  |
| 2016                         | Canet-en-Roussillon (3)       | Pyrénées-Orientales (3)       | Occitanie (3)                  |
| 2017                         | Canet-en-Roussillon (4)       | Pyrénées-Orientales (4)       | Occitanie (4)                  |
| 2018                         | Reims                         | Marne                         | Grand Est                      |
| 2019                         | Saint-Jean-de-Monts (3)       | Vendée (3)                    | Pays de la Loire (3)           |
| 2020                         | Saint-Jean-de-Monts           | Vendée                        | Pays de la Loire               |
| 2021                         | annulé pour cause de Covid-19 | annulé pour cause de Covid-19 | annulé pour cause de Covid-19  |
| 2022                         | Châteauroux                   | Indre                         | Centre-Val de Loire            |
| 2023                         | Saint-Jean-de-Monts (4)       | Vendée (4)                    | Pays de la Loire (4)           |
| 2023                         | Châteauroux (2)               | Indre (2)                     | Centre-Val de Loire (2)        |

## Palmarès

### Par édition
Dès sa création en 2009, quatre club de la ville de Marseille (Airbel Marseille, Marseille 12e, Bonneveine BS et Marseille BT) se succèdent au palmarès. En 2015, pour la première fois, le Championnat de France de beach soccer échappe à un club marseillais, remporté par celui de la Grande Motte.
| #  | Année | Champion                                                                                | Second                                                                                  | Troisième                                                                               | Clubs en finale                                                                         | Clubs totaux                                                                            | Ligues participantes                                                                    |
| -- | ----- | --------------------------------------------------------------------------------------- | --------------------------------------------------------------------------------------- | --------------------------------------------------------------------------------------- | --------------------------------------------------------------------------------------- | --------------------------------------------------------------------------------------- | --------------------------------------------------------------------------------------- |
| -  | 2009  | Airbel Marseille                                                                        |                                                                                         |                                                                                         |                                                                                         |                                                                                         |                                                                                         |
| 1  | 2010  | Marseille 12e                                                                           | Saint-Pauloise FC                                                                       | ES Jœuf                                                                                 | 8                                                                                       |                                                                                         |                                                                                         |
| 2  | 2011  | Bonneveine BS                                                                           | Marseille 12e                                                                           | CEP Palavas                                                                             | 8                                                                                       |                                                                                         | 7                                                                                       |
| 3  | 2012  | Bonneveine BS (2)                                                                       | BS Palavas                                                                              | Stade Saint-médardais                                                                   | 8                                                                                       | 84                                                                                      | 7                                                                                       |
| 4  | 2013  | Marseille BT                                                                            | Montpellier HBS                                                                         | FC Saint-Médard-en-Jalles                                                               | 8                                                                                       |                                                                                         |                                                                                         |
| 5  | 2014  | Marseille 12e (2)                                                                       | Montpellier HBS                                                                         | FC Saint-Médard-en-Jalles                                                               | 8                                                                                       |                                                                                         |                                                                                         |
| 6  | 2015  | Grande-Motte PBS                                                                        | FC Saint-Médard-en-Jalles                                                               | ESCTT Amnéville                                                                         | 8                                                                                       | 90                                                                                      | 8                                                                                       |
| 7  | 2016  | Grande-Motte PBS (2)                                                                    | FC Saint-Médard-en-Jalles                                                               | Montpellier HBS                                                                         | 12                                                                                      | 120                                                                                     |                                                                                         |
| 8  | 2017  | Marseille BT (2)                                                                        | Montpellier HBS                                                                         | Grande-Motte PBS                                                                        | 12                                                                                      |                                                                                         | 8                                                                                       |
| 9  | 2018  | Grande-Motte PBS (3)                                                                    | BT 3 Frontières                                                                         | CSO Amnéville                                                                           | 8                                                                                       |                                                                                         | 8                                                                                       |
| 10 | 2019  | Grande-Motte PBS (4)                                                                    | Marseille BT                                                                            | Montpellier HBS                                                                         | 8                                                                                       |                                                                                         | 8                                                                                       |
| -  | 2020  | Compétition arrêtée en raison de la pandémie de Covid-19 en France, titre non attribué. | Compétition arrêtée en raison de la pandémie de Covid-19 en France, titre non attribué. | Compétition arrêtée en raison de la pandémie de Covid-19 en France, titre non attribué. | Compétition arrêtée en raison de la pandémie de Covid-19 en France, titre non attribué. | Compétition arrêtée en raison de la pandémie de Covid-19 en France, titre non attribué. | Compétition arrêtée en raison de la pandémie de Covid-19 en France, titre non attribué. |
| -  | 2021  | Pas de compétition en raison de la pandémie de Covid-19 en France.                      | Pas de compétition en raison de la pandémie de Covid-19 en France.                      | Pas de compétition en raison de la pandémie de Covid-19 en France.                      | Pas de compétition en raison de la pandémie de Covid-19 en France.                      | Pas de compétition en raison de la pandémie de Covid-19 en France.                      | Pas de compétition en raison de la pandémie de Covid-19 en France.                      |
| 11 | 2022  | Grande-Motte PBS (5)                                                                    | AS Étaples                                                                              | Marseille BT                                                                            | 12                                                                                      |                                                                                         |                                                                                         |
| 12 | 2023  | USC Minots de Marseille                                                                 | Grande-Motte PBS                                                                        | Mouilleron Le Captif SP                                                                 | 8                                                                                       |                                                                                         | 9                                                                                       |
| 13 | 2024  | USC Minots de Marseille (2)                                                             | Marseille BT                                                                            | Montpellier HBS                                                                         |                                                                                         |                                                                                         |                                                                                         |

### Par club
| Clubs                     | Ligue régionale    | Victoire(s) | Podium |
| ------------------------- | ------------------ | ----------- | ------ |
| Grande Motte Pyramide BS  | Occitanie          | 5           | 7      |
| Marseille 12e             | Méditerranée       | 2           | 3      |
| Bonneveine BS             | Méditerranée       | 2           | 2      |
| Marseille BT              | Méditerranée       | 2           | 5      |
| USC Minots de Marseille   | Méditerranée       | 2           | 2      |
| Airbel Marseille          | Méditerranée       | 1           | 1      |
| Montpellier HBS           | Occitanie          | -           | 6      |
| FC Saint-Médard-en-Jalles | Nouvelle-Aquitaine | -           | 4      |
| BS Palavas                | Occitanie          | -           | 2      |
| Saint-Pauloise FC         | Réunion            | -           | 1      |
| Beach Team 3 Frontières   | Grand-Est          | -           | 1      |
| AS Étaples                | Hauts-de-France    | -           | 1      |

## Statistiques et records

### Ligues régionales
Sur les 19 Ligues régionales de football de France métropolitaine et d'outre-mer, seules neuf possèdent au moins un club s'étant qualifié pour une phase finale.
Seules deux Ligues, celles avec le plus de participations, remportent un titre de champion de France de beach soccer jusqu’en 2019. La Ligue de la Méditerranée et ses clubs marseillais sont sacrés à sept reprises quand celle d'Occitanie et le Grande Motte Pyramide Beach Soccer se hissent à quatre reprises sur la plus haute marche.
| Palmarès par Ligue régionale de football (mise à jour : 2019) | Palmarès par Ligue régionale de football (mise à jour : 2019) | Palmarès par Ligue régionale de football (mise à jour : 2019) |
| Ligues                                                        | Clubs en phase finale                                         | Champion                                                      |
| ------------------------------------------------------------- | ------------------------------------------------------------- | ------------------------------------------------------------- |
| Auvergne-Rhône-Alpes                                          | 0                                                             | -                                                             |
| Bourgogne-Franche-Comté                                       | 0                                                             | -                                                             |
| Bretagne                                                      | 1                                                             | -                                                             |
| Centre-Val de Loire                                           | 0                                                             | -                                                             |
| Corse                                                         | 0                                                             | -                                                             |
| Grand-Est                                                     | 15                                                            | -                                                             |
| Hauts-de-France                                               | 9                                                             | -                                                             |
| Méditerranée                                                  | 16                                                            | 7                                                             |
| Normandie                                                     | 0                                                             | -                                                             |
| Nouvelle-Aquitaine                                            | 10                                                            | -                                                             |
| Occitanie                                                     | 19                                                            | 4                                                             |
| Paris Île-de-France                                           | 0                                                             | -                                                             |
| Pays de la Loire                                              | 8                                                             | -                                                             |
| Guadeloupe                                                    | 2                                                             | -                                                             |
| Guyane                                                        | 0                                                             | -                                                             |
| Martinique                                                    | 0                                                             | -                                                             |
| Mayotte                                                       | 0                                                             | -                                                             |
| Réunion                                                       | 4                                                             | -                                                             |
| Saint-Pierre-et-Miquelon                                      | 0                                                             | -                                                             |

### Clubs
Le FC St-Médard-en-Jalles est le club s'étant le plus qualifié pour la phase finale du National Beach Soccer avec sept participations, sans jamais remporté le titre.
Marseille BT compte aussi sept participations en prenant en compte le Bonneveine BS dont il a pris la suite.
En cinq participations, le Grande Motte Pyramide BS termine toujours sur le podium dont quatre titres de champion.
| Bilan par club ayant joué au moins une finale nationale | Bilan par club ayant joué au moins une finale nationale | Bilan par club ayant joué au moins une finale nationale | Bilan par club ayant joué au moins une finale nationale | Bilan par club ayant joué au moins une finale nationale | Bilan par club ayant joué au moins une finale nationale | Bilan par club ayant joué au moins une finale nationale | Bilan par club ayant joué au moins une finale nationale | Bilan par club ayant joué au moins une finale nationale | Bilan par club ayant joué au moins une finale nationale | Bilan par club ayant joué au moins une finale nationale | Bilan par club ayant joué au moins une finale nationale | Bilan par club ayant joué au moins une finale nationale | Bilan par club ayant joué au moins une finale nationale | Bilan par club ayant joué au moins une finale nationale | Bilan par club ayant joué au moins une finale nationale |
| Clubs                                                   | Ligue régionale                                         | 2009                                                    | 2010                                                    | 2011                                                    | 2012                                                    | 2013                                                    | 2014                                                    | 2015                                                    | 2016                                                    | 2017                                                    | 2018                                                    | 2019                                                    | Titres                                                  | Podiums                                                 | Part.                                                   |
| ------------------------------------------------------- | ------------------------------------------------------- | ------------------------------------------------------- | ------------------------------------------------------- | ------------------------------------------------------- | ------------------------------------------------------- | ------------------------------------------------------- | ------------------------------------------------------- | ------------------------------------------------------- | ------------------------------------------------------- | ------------------------------------------------------- | ------------------------------------------------------- | ------------------------------------------------------- | ------------------------------------------------------- | ------------------------------------------------------- | ------------------------------------------------------- |
| Bonneveine BS / Marseille BT                            | Méditerranée                                            | -                                                       | -                                                       | 1er                                                     | 1er                                                     | 1er                                                     | -                                                       | 5e                                                      | 12e                                                     | 1er                                                     | df                                                      | 2e                                                      | 4                                                       | 5                                                       | 7                                                       |
| Grande Motte Pyramide BS                                | Occitanie                                               | -                                                       | -                                                       | -                                                       | -                                                       | -                                                       | -                                                       | 1er                                                     | 1er                                                     | 3e                                                      | 1er                                                     | 1er                                                     | 4                                                       | 5                                                       | 5                                                       |
| Marseille 12e                                           | Méditerranée                                            | -                                                       | 1er                                                     | 2e                                                      | 8e                                                      | -                                                       | 1er                                                     | -                                                       | 4e                                                      |                                                         | -                                                       | -                                                       | 2                                                       | 3                                                       | 5                                                       |
| Airbel Marseille                                        | Méditerranée                                            | 1er                                                     | -                                                       | -                                                       | -                                                       | -                                                       | -                                                       | -                                                       | -                                                       | -                                                       | -                                                       | -                                                       | 1                                                       | 1                                                       | 1                                                       |
| Montpellier HBS                                         | Occitanie                                               |                                                         | -                                                       | -                                                       | -                                                       | 2e                                                      | 2e                                                      | -                                                       | 3e                                                      | 2e                                                      | 5e                                                      | 3e                                                      | -                                                       | 5                                                       | 6                                                       |
| FC Saint-Médard-en-Jalles                               | Nouvelle-Aquitaine                                      |                                                         | -                                                       | -                                                       | -                                                       | 3e                                                      | 3e                                                      | 2e                                                      | 2e                                                      | 4e                                                      | 4e                                                      | 4e                                                      | -                                                       | 4                                                       | 7                                                       |
| BS Palavas                                              | Occitanie                                               |                                                         | 4e                                                      | 3e                                                      | 2e                                                      | -                                                       | -                                                       | -                                                       | -                                                       | -                                                       | -                                                       | -                                                       | -                                                       | 2                                                       | 3                                                       |
| CSO Amnéville                                           | Grand-Est                                               |                                                         | -                                                       | -                                                       | -                                                       | -                                                       | -                                                       | -                                                       | 5e                                                      | 6e                                                      | 3e                                                      | 8e                                                      | -                                                       | 1                                                       | 4                                                       |
| Saint-Pauloise FC                                       | Réunion                                                 |                                                         | 2e                                                      | -                                                       | 4e                                                      | -                                                       | -                                                       | -                                                       | -                                                       | -                                                       | -                                                       | -                                                       | -                                                       | 1                                                       | 2                                                       |
| ES Jœuf                                                 | Grand-Est                                               |                                                         | 3e                                                      | 7e                                                      | -                                                       | -                                                       | -                                                       | -                                                       | -                                                       | -                                                       | -                                                       | -                                                       | -                                                       | 1                                                       | 2                                                       |
| BT 3 Frontières                                         | Grand-Est                                               |                                                         | -                                                       | -                                                       | -                                                       | -                                                       | -                                                       | -                                                       | -                                                       | -                                                       | 2e                                                      | -                                                       | -                                                       | 1                                                       | 1                                                       |
| Stade Saint-médardais                                   | Nouvelle-Aquitaine                                      |                                                         | -                                                       | -                                                       | 3e                                                      | -                                                       | -                                                       | -                                                       | -                                                       | -                                                       | -                                                       | -                                                       | -                                                       | 1                                                       | 1                                                       |
| UJS Toulouse 31                                         | Occitanie                                               |                                                         | -                                                       | -                                                       | 5e                                                      | 6e                                                      | 4e                                                      | 3e/4e                                                   | -                                                       | -                                                       | -                                                       | -                                                       | -                                                       | -                                                       | 4                                                       |
| ESCTT Amnéville                                         | Grand-Est                                               |                                                         | -                                                       | -                                                       | 6e                                                      | 4e                                                      | 5e                                                      | 3e/4e                                                   | -                                                       | -                                                       | -                                                       | -                                                       | -                                                       | -                                                       | 4                                                       |
| Vendée Fontenay Foot                                    | Pays de la Loire                                        |                                                         | -                                                       | -                                                       | -                                                       | 8e                                                      | -                                                       | 7e/8e                                                   | -                                                       | 8e                                                      | 6e                                                      | df                                                      | -                                                       | -                                                       | 4                                                       |
| AS Étaples                                              | Hauts-de-France                                         |                                                         | -                                                       | -                                                       | -                                                       | -                                                       | -                                                       | -                                                       | 11e                                                     | 7e                                                      | 7e                                                      | 5e                                                      | -                                                       | -                                                       | 4                                                       |
| Toulon TEF                                              | Méditerranée                                            |                                                         | -                                                       | -                                                       | -                                                       | 5e                                                      | -                                                       | -                                                       | -                                                       | 11e                                                     | 8e                                                      | df                                                      | -                                                       | -                                                       | 3                                                       |
| Dunkerque LBS                                           | Hauts-de-France                                         |                                                         | -                                                       | -                                                       | -                                                       | -                                                       | -                                                       | 7e/8e                                                   | 8e                                                      | -                                                       | -                                                       | 7e                                                      | -                                                       | -                                                       | 3                                                       |
| FC Essartais                                            | Pays de la Loire                                        |                                                         | -                                                       | 8e                                                      | 7e                                                      | -                                                       | -                                                       | -                                                       | -                                                       | -                                                       | -                                                       | -                                                       | -                                                       | -                                                       | 2                                                       |
| ÉSOF La Roche-sur-Yon                                   | Pays de la Loire                                        |                                                         | -                                                       | -                                                       | -                                                       | -                                                       | 7e                                                      | -                                                       | 6e                                                      | -                                                       | -                                                       | -                                                       | -                                                       | -                                                       | 2                                                       |
| AS Saint-Paul                                           | Réunion                                                 |                                                         | -                                                       | -                                                       | -                                                       | -                                                       | -                                                       | -                                                       | 7e                                                      | 5e                                                      | -                                                       | -                                                       | -                                                       | -                                                       | 2                                                       |
| Gwada BS                                                | Guadeloupe                                              |                                                         | -                                                       | -                                                       | -                                                       | -                                                       | -                                                       | -                                                       | 9e                                                      | 9e                                                      | -                                                       | -                                                       | -                                                       | -                                                       | 2                                                       |
| AS Bretagne                                             | Réunion                                                 |                                                         | -                                                       | 4e                                                      | -                                                       | -                                                       | -                                                       | -                                                       | -                                                       | -                                                       | -                                                       | -                                                       | -                                                       | -                                                       | 1                                                       |
| Bordeaux                                                | Nouvelle-Aquitaine                                      |                                                         | -                                                       | 5e/6e                                                   | -                                                       | -                                                       | -                                                       | -                                                       | -                                                       | -                                                       | -                                                       | -                                                       | -                                                       | -                                                       | 1                                                       |
| Vergèves                                                | Occitanie                                               |                                                         | -                                                       | 5e/6e                                                   | -                                                       | -                                                       | -                                                       | -                                                       | -                                                       | -                                                       | -                                                       | -                                                       | -                                                       | -                                                       | 1                                                       |
| AS Plomelin                                             | Bretagne                                                |                                                         | -                                                       | -                                                       | -                                                       | 7e                                                      | -                                                       | -                                                       | -                                                       | -                                                       | -                                                       | -                                                       | -                                                       | -                                                       | 1                                                       |
| FC Kindwiller                                           | Grand-Est                                               |                                                         | -                                                       | -                                                       | -                                                       | -                                                       | 6e                                                      | -                                                       | -                                                       | -                                                       | -                                                       | -                                                       | -                                                       | -                                                       | 1                                                       |
| Stade portelois                                         | Hauts-de-France                                         |                                                         | -                                                       | -                                                       | -                                                       | -                                                       | 8e                                                      | -                                                       | -                                                       | -                                                       | -                                                       | -                                                       | -                                                       | -                                                       | 1                                                       |
| FC Bartenheim                                           | Grand-Est                                               |                                                         | -                                                       | -                                                       | -                                                       | -                                                       | -                                                       | 6e                                                      | -                                                       | -                                                       | -                                                       | -                                                       | -                                                       | -                                                       | 1                                                       |
| US Hesingue                                             | Grand-Est                                               |                                                         | -                                                       | -                                                       | -                                                       | -                                                       | -                                                       | -                                                       | 10e                                                     | -                                                       | -                                                       | -                                                       | -                                                       | -                                                       | 1                                                       |
| FC Nogent-sur-Seine                                     | Grand-Est                                               |                                                         | -                                                       | -                                                       | -                                                       | -                                                       | -                                                       | -                                                       | -                                                       | 10e                                                     | -                                                       | -                                                       | -                                                       | -                                                       | 1                                                       |
| FMBS Saint-Pol-sur-Mer                                  | Hauts-de-France                                         |                                                         | -                                                       | -                                                       | -                                                       | -                                                       | -                                                       | -                                                       | -                                                       | 12e                                                     | -                                                       | -                                                       | -                                                       | -                                                       | 1                                                       |
| AS Le Taillan-Médoc                                     | Nouvelle-Aquitaine                                      |                                                         | -                                                       | -                                                       | -                                                       | -                                                       | -                                                       | -                                                       | -                                                       | -                                                       | df                                                      | 6e                                                      | -                                                       | -                                                       | 1                                                       |

## Personnalités

### Entraîneurs sacrés
| Nom              | Titres |
| ---------------- | ------ |
| Gérald Guidarini | 4      |
| Anthony Barbotti | 4      |
| Didier Samoun    | 2      |

Gérald Guidarini et l'international Anthony Barbotti sont les entraîneurs les plus titrés du National Beach Soccer avec quatre victoires chacun.
Guidarini réalise ce record avec deux clubs, Bonneveine en 2011 et 2012, puis Marseille Beach Team en 2013 et 2017. Il réalise aussi la performance d'être sacré trois années consécutive. À l'inverse, Barbotti prend part aux quatre sacres (2015, 2016, 2018 et 2019) du Grande Motte Pyramide BS en tant qu'entraîneur-joueur. À eux deux, ils remportent huit des onze premières éditions.
Les autres vainqueurs sont aussi des internationaux français : Didier Samoun en 2010 et 2014 avec Marseille XII, et Samir Belamri lors de la première édition avec le SC Air Bel.